# Droit d'aubaine
Pour les articles homonymes, voir Aubaine (homonymie).
« Aubain » redirige ici. Pour l’article homophone, voir Au bain.
Le droit d'aubaine est un droit d'origine féodale qui disposait que le seigneur recueillait les biens d'un étranger à la seigneurie, ou « aubain » après son décès, comme s'il y vivait sous condition servile.
Selon l'historien Peter Sahlins, ce droit fut récupéré sous l'Ancien Régime par les souverains européens, notamment en France.

## Droit d'aubaine royal
Les aubains s'opposaient aux régnicoles, c'est-à-dire aux sujets de la Couronne qui étaient nés et résidaient dans le royaume.
Selon le Dictionnaire de droit de Claude-Joseph de Ferrière dans son édition de 1749, Aubain, c'est-à-dire étranger, désigne celui qui est né dans un autre royaume, quasi alibi natus. Les étrangers ne payent aucun tribut au roi pour y faire leur résidence : ils sont seulement incapables des effets civils et sujets au droit d'aubaine, s'ils n'ont obtenu du roi des lettres de naturalisé, mais ils sont toujours capables du Droit des Gens. Ils sont ainsi capables de toutes sortes d'actes et contrats entre vifs, de faire et d'accepter des donations entre vifs. Ils ont la faculté d'acquérir et de posséder des immeubles, et d'en disposer entre vifs à leur volonté. Mais ils ne peuvent pas faire de donation à cause de mort, ni de testament, ni aucune disposition de dernière volonté. La raison et la différence est que les contrats entre vifs sont du Droit des Gens qui est commun à tous les hommes, sans distinguer s'ils sont citoyens ou étrangers, alors que les testaments et les dispositions de dernière volonté dépendent absolument du Droit Civil auquel les citoyens participent, et dont les étrangers sont entièrement exclus. Les étrangers n'ont pas d'héritiers ab intestat, parce qu'ils vivent comme libres, mais ils meurent comme esclaves. Ainsi, les biens qu'ils laissent ici en mourant appartiennent au roi. Il faut excepter le cas où un étranger, qui décèderait en France, y laisserait des enfants régnicoles nés en légitime mariage, lesquels lui succèderaient à l'exclusion du fisc. La succession des aubains appartient au roi à l'exclusion des seigneurs, nonobstant toutes coutumes contraires.

## Droit d'aubaine seigneurial
Toutefois, il existe aussi un droit d'aubaine seigneurial dans certaines coutumes. Il consistait dans le fait qu'un homme étranger à une seigneurie et qui s'y établissait était réputé de condition servile (mainmortable) s'il n'avait pas déclaré sa bourgeoisie, et à son décès les biens de sa succession étaient acquis au seigneur. Ce droit subsiste dans les quelques pays où le servage réel ou mainmorte n'a pas été complètement aboli.

## Droit casuel
Ce droit casuel était une source de risque important pour les commerçants étrangers fréquentant les foires, les entrepreneurs et ouvriers étrangers attirés dans les manufactures, les soldats mercenaires, les étrangers possesseurs de rentes ou de titres d'emprunt, les villes où les étrangers étaient nombreux. Pour sécuriser leur situation tout en assurant des revenus à l'État, le droit d'aubaine fut transformé en une taxation spécifique aux étrangers : contre une taxe de 5 % de la valeur du bien des décédés, le roi renonça ainsi au droit d'aubaine avec les ressortissants de Genève (1608), de Hollande (1685), d'Angleterre (1739), du Danemark (1742), de Naples, d'Espagne et autres possessions des Bourbons européens (1762), le grand duché de Toscane (1768), le duché de Parme (1769).

## Abolition du droit d'aubaine
Le droit d'aubaine a été aboli par l'Assemblée nationale constituante sous la Révolution. Rétabli dans le projet de Code civil de 1803, il fut définitivement supprimé en 1819 sous la Restauration. La notion de déshérence ou de succession vacante peut être considérée comme la lointaine héritière de ce droit d'aubaine.